# Hugh Edwards (novinář)
William Hugh Edwards (29. července 1933 – 10. května 2024) byl západoaustralský novinář, spisovatel a námořní fotograf, který napsal řadu knih o námořní, místní a přírodní historii a potápění.

## Vraky lodí
Edwards hrál hlavní roli při průzkumu vraků holandské Východoindické společnosti ze 17. a 18. století na pobřeží Západní Austrálie. Byl uznáván jako hlavní objevitel lodí Batavia a Zeewyk.

## Knihy a ocenění
Jeho kniha Islands of Angry Ghosts na jeho výpravě na místo Batavia, ztracené u ostrovů Abrolhos v roce 1629, získala cenu Sira Thomase White Memorial Prize za nejlepší knihu napsanou Australanem v roce 1966. Pokrývá ztrátu nizozemského východního Inda, vzpouru a masakr na ostrově a odplaty.
Wreck on the Half Moon Reef je další Edwardsovou knihou o ztrátě Zeewyka v roce 1727. Mezi další autorovy tituly patří Shark – The Shadow Below a Port of Pearls (o severozápadním městě Broome a jeho perlařském průmyslu). Edwardsova autobiografie Dead Men's Silver popisující 60 let potápění, objevování vraků a záchrany lodí, byla vydána v roce 2011. Žil v Perthu v západní Austrálii a dne 8. června 2009 mu byla udělena medaile Řádu Austrálie.

## Dílo
- Edwards, Hugh. Islands of Angry Ghosts. [s.l.]: London Hodder & Stoughton, 1966. Dostupné online.
- Edwards, Hugh. The wreck on the Half-Moon Reef. [s.l.]: Rigby, 1970. ISBN 978-0-85179-108-1.
- Edwards, Hugh. Sharks and shipwrecks. [s.l.]: New York Quadrangle/New York Times Book Co, 1975. ISBN 978-0-8129-0559-5.
- Edwards, Hugh. Skin diving. [s.l.]: Paul Hamlyn ISBN 978-0-600-07346-8.
- Edwards, Hugh. Australian and New Zealand shipwrecks & sea tragedies. [s.l.]: Phillip Mathews ISBN 978-0-908001-10-1.
- Edwards, Hugh. The crocodile god. [s.l.]: Angus & Robertson ISBN 978-0-207-14538-4.
- Edwards, Hugh. Port of pearls : a history of Broome. 2nd. vyd. [s.l.]: H. Edwards, 1984. ISBN 978-0-7270-1885-4.
- Edwards, Hugh. Crocodile attack in Australia. [s.l.]: Swan, 1988. ISBN 978-0-9587841-2-2.
- Edwards, Hugh. Kimberley : dreaming to diamonds. [s.l.]: H. Edwards, 1991. ISBN 978-0-646-05030-0.
- Edwards, Hugh. Pearls of Broome and northern Australia. [s.l.]: The Author, 1994. ISBN 978-0-646-19309-0.
- Edwards, Hugh. Shark : the shadow below. [s.l.]: HarperCollins Publishers, 1997. ISBN 978-0-7322-5790-3.
- Edwards, Hugh. Treasures of the deep : the extraordinary life and times of Captain Mike Hatcher. [s.l.]: HarperCollins Publishers, 2000. ISBN 978-0-7322-5885-6.
- Edwards, Hugh. The buccaneer's bell. [s.l.]: Tangee, 2006. ISBN 978-0-9757936-1-9.
- Edwards, Hugh. Dead Men's Silver: The Story of Australia's Greatest Shipwreck Hunter. [s.l.]: HarperCollins Publishers, 2011. ISBN 978-0-7304-9908-4.